# Aldrichia ehrmanii
Aldrichia ehrmanii är en tvåvingeart som beskrevs av Daniel William Coquillett 1894. Aldrichia ehrmanii ingår i släktet Aldrichia och familjen svävflugor. Inga underarter finns listade i Catalogue of Life.